# Липяги (Колышлейский район)
Липяги — село Колышлейского района Пензенской области, входит в состав Потловского сельсовета.

## География
Село расположено в 20 км на северо-запад от центра сельсовета села Старая Потловка и в 27 км на северо-запад от райцентра посёлка Колышлей.

## История
Основано помещиком на Жилом овраге. В 1719 г. показано как д. Липяги Завального стана Пензенского уезда за помещиками, саранским подьячим Дмитрием Лукичом Поповым (у него не менее 11 крестьян) и подполковником Никоном Фалалеевичем Савинковым (не менее 27 крестьян). В 1785 г. — за помещиками Федором Дмитриевичем Колтовским (208 душ), Яковом Васильевичем Агафонниковым (16), Пелагеей Яковлевной Ахматовой (59), Григорием Игнатьевичем Рославлевым (77), Василием Петровичем Улыбышевым (20) и Афанасием Максимовичем Халабурдиным (4 ревизских души). В 1797 г. построена деревянная церковь во имя Николая Чудотворца. После 1785 г. помещики произвели выселение крестьян в новые деревни. В 1790 г. — село Никольское, Липяги тож, Пензенского уезда, помещиков Екатерины Михайловны Кокошкиной, Прасковьи Романовны Мартыновой и других (Кошкаровых, Халабурдиных, Агафонникова, Писарева), располагалось по обеим сторонам оврага Жилого, 212 дворов, 53 дес. усадебной земли, пашни — 2395, сенных покосов — 1518, леса — 118, всего — 4148 десятин; церковь во имя Николая Чудотворца и пять домов господских деревянных, «при одном — регулярный сад; конский завод, в нем жеребцы английской, датской и российской пород; на р. Арчаде — две мучные мельницы. Урожай хлеба средствен, трав — хороший. Крестьяне на оброке и пашне». В земельной даче села показаны также д. Кашкаровка на правом берегу Арчады, Ахматовка — на правой стороне отвершка Арчады. В 1790-е гг., во время Генерального межевания, из дачи с. Никольского, Липяги тож, была выделена земельная дача Федора Дмитриевича Колтовского, на которой им основаны с. Колтовское, сельцо Павловка и д. Александровка. До отмены крепостного права 235 душ мужского пола крестьян принадлежали Вал. Ник. Кеку и отрабатывали барщину (109 тягол), у него же 7 д.м.п. дворовых, 66 дворов, 848 дес. удобной земли, 100 дес. леса, у крестьян 1292 дес. пашни; в те же годы 110 крестьян (д.м.п.) и 14 дворовых принадлежали наследникам Вырубова, у них, дворов — 21, 529 десятин удобной земли, у крестьян — 222 дес., крестьяне (37 тягол) отрабатывали барщину. В 1877 г. — церковь, школа, лавка, синильное заведение. В 1883 г. построена новая деревянная церковь во имя Николая Чудотворца. В 1896 г. работало земское училище. В 1910 г. — волостной центр Пензенского уезда, 3 крестьянских общины, 203 двора.
С 1928 года центр сельсовета Колышлейском районе Балашовского округа Нижне-Волжского края, с 1932 года в составе Телегинского района (с 1939 года — в составе Пензенской области). С 1959 года в составе Колтовского сельсовета Колышлейского района, отделение совхоза имени Октябрьской революции. С 2010 года — в составе Потловского сельсовета.

## Население
| 1785 | 1790  | 1864 | 1877 | 1911  | 1926  | 1939 |
| ---- | ----- | ---- | ---- | ----- | ----- | ---- |
| 760  | ↗1123 | ↘719 | ↗903 | ↗1215 | ↗1308 | ↘473 |
| 1959 | 1979  | 1989 | 1996 | 2002  | 2010  |      |
| ↘206 | ↗222  | ↘100 | ↘90  | ↗92   | ↘69   |      |

### Известные жители
- Мартынов, Дмитрий Михайлович (1759—1809) — тамбовский губернский предводитель дворянства (1800—1804).